# ОШ „Прељина” Прељина
ОШ „Прељина” Прељина, насељеном месту на територији града Чачка, основана је 1869. године.